# Sztuczny chromosom bakteryjny
Sztuczny chromosom bakteryjny (ang. bacterial artificial chromosome, BAC) - zrekombinowany kwas deoksyrybonukleinowy bazujący na DNA plazmidowym bakterii pałeczki okrężnicy (Escherichia coli), używany w inżynierii genetycznej, jako wektor do klonowania DNA. Wykazuje zdolność do przyjęcia fragmentów DNA do klonowania (np. cDNA), (określanego także mianem insertu) długości 100-350 kpz, czyli znacznie mniej niż sztuczny chromosom drożdżowy (YAC). Niemniej jednak BAC wykazuje większą stabilność insertu oraz łatwość operacji namnażania i izolacji klonu.